# Khorramdasht
Khorramdasht (farsi خرمدشت) è una città dello shahrestān di Takestan, circoscrizione di Khorramdasht, nella provincia di Qazvin in Iran. Aveva, nel 2006, una popolazione di 6.192 abitanti. 